# Карозоне, Ренато
Рена́то Карозо́не (итал. Renato Carosone, настоящее имя Renato Carusone; 3 января 1920, Неаполь — 20 мая 2001, Рим) — итальянский певец, пианист, композитор и дирижёр эстрадного оркестра.
Считается «отцом» неаполитанской песни, внесшим в традиционные итальянские мелодии элементы джаза и свинга. Кроме того, что он революционизировал популярную музыку Италии, Карозоне сыграл большую роль в популяризации итальянской песни во всём мире.
Его самая известная песня «Tu vuò fa l'americano» (1956, название можно перевести как «Ты хочешь выглядеть американцем») рассматривается как сатира на процесс американизации, накрывший Италию в первые послевоенные годы. Песня «пережила» множество кавер-версий, среди последних из которых «We No Speak Americano» («Мы не говорим по-американски») дуэта Yolanda Be Cool, ставшая международным хитом в 2010 году.
Среди других хитов Рена́то Карозо́не стоит отметить «Maruzzella», «'O sarracino», «Torero», «Caravan petrol» и «Pigliate 'na pastiglia». Кроме того, в 1955 году его исполнение прославило в Италии песню «Mambo Italiano», написанную в 1954 году американским композитором Бобом Мериллом и уже становившуюся популярной во всем мире.

## Дискография
- См. «Renato Carosone § Musica» и «Renato Carosone § Discografia» в итальянском разделе.

## Номинации
- Латинская Грэмми за лучшую урбан-песню -  Bon Bon  -Питбуль (2014) обработка по Карозоне